# 張仁義
張仁義（？—？），安次县（今河北省廊坊市安次区）人，金朝末年迁居益都县（今山东省青州市），蒙古帝国将领。

## 生平
窝阔台下山东，张仁义逃到信安县（今河北省霸州市信安镇）。当时大兴府已经归于蒙古，只有信安是金朝驻守，其主将张进得知张仁义勇而有谋，任用他为左右。蒙古兵围信安，张仁义率敢死士三百，开门出战，解围，以功署为军马总管。他们守信安超过十年，发现不能支持，于是与张进举城附蒙古。率其部曲跟随宗王合丹平定河南，授管军元帅。后攻归德府，飞矢射入口中，折其二齿，镞出脖项之后，去世，赐爵县侯。其子張禧。